# The Bonnie Blue Flag
The Bonnie Blue Flag, també coneguda com a We Are a Band of Brothers, és una cançó de marxa de 1861 associada amb els Estats Confederats d'Amèrica. La lletra va ser escrita per l'animador Ulster-Scots Harry McCarthy, amb la melodia de la cançó The Irish Jaunting Car. El títol de la cançó fa referència a la primera bandera no oficial de la Confederació, la bandera Bonnie Blue.
La cançó va ser estrenada pel lletrista Harry McCarthy durant un concert a Jackson, Mississipi, a la primavera de 1861 i va actuar novament al setembre d'aquell mateix any a l'Acadèmia de Música de Nova Orleans per al Primer Regiment d'Infanteria de Voluntaris de Texas que celebrava la celebració.
L'editorial de música d'Orléans A.E. Blackmar va emetre sis edicions de "The Bonnie Blue Flag" entre 1861 i 1864 juntament amb tres arranjaments addicionals.
La "banda de germans" esmentada a la primera línia de la cançó recorda el conegut Discurs del Dia de Sant Crispí a l'obra Enric V de William Shakespeare (Acte IV, escena ii).